# Рејвил (Луизијана)
Рејвил (енгл. Rayville) град је у америчкој савезној држави Луизијана.

## Демографија
По попису из 2010. године број становника је 3.695, што је 539 (-12,7%) становника мање него 2000. године.
| Група             | 2000.         | 2010.         |
| Белци             | 1.325 (31,3%) | 1.035 (28,0%) |
| Афроамериканци    | 2.848 (67,3%) | 2.561 (69,3%) |
| Азијати           | 7 (0,2%)      | 15 (0,4%)     |
| Хиспаноамериканци | 21 (0,5%)     | 56 (1,5%)     |
| Укупно            | 4.234         | 3.695         |